# Mértola
Mértola – miejscowość w Portugalii, leżąca w dystrykcie Beja, w regionie Alentejo w podregionie Baixo Alentejo. Położona nad rzeką Gwadianą jest również najwyżej położonym portem nad tą rzeką.
Miejscowość jest siedzibą gminy o tej samej nazwie.

## Historia

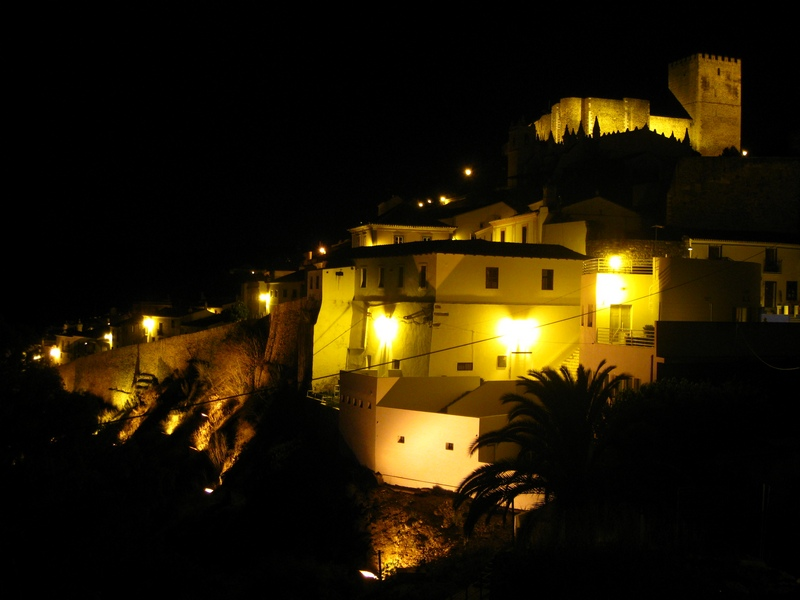
Mértola nocą, widok na miasto i zamek

- założona prawdopodobnie przez Fenicjan
- podczas panowania Rzymian pod nazwą Myrtilis była ważną graniczną osadą. Z tych czasów zachowały się ruiny przystani, wraz z tzw. Wieżą Rzeczną (pt. Torre del Rio)
- pod panowaniem arabskim również było ważnym portem
- 1238 – miasto zostaje zdobyte przez rycerzy zakonu św. Jakuba

## Zabytki
- ruiny zamku z wieżą datowaną na 1292
- kościół Igreja Martiz, zaadaptowany dawny meczet praktycznie bez większych przeróbek
- ruiny portu rzymskiego

## Demografia
| Liczba ludności gminy Mértola (1801–2011) | Liczba ludności gminy Mértola (1801–2011) | Liczba ludności gminy Mértola (1801–2011) | Liczba ludności gminy Mértola (1801–2011) | Liczba ludności gminy Mértola (1801–2011) | Liczba ludności gminy Mértola (1801–2011) | Liczba ludności gminy Mértola (1801–2011) | Liczba ludności gminy Mértola (1801–2011) | Liczba ludności gminy Mértola (1801–2011) | Liczba ludności gminy Mértola (1801–2011) |
| ----------------------------------------- | ----------------------------------------- | ----------------------------------------- | ----------------------------------------- | ----------------------------------------- | ----------------------------------------- | ----------------------------------------- | ----------------------------------------- | ----------------------------------------- | ----------------------------------------- |
| 1801                                      | 1849                                      | 1900                                      | 1930                                      | 1960                                      | 1981                                      | 1991                                      | 2001                                      | 2004                                      | 2011                                      |
| 9617                                      | 10 757                                    | 18 910                                    | 26310                                     | 26 026                                    | 11 693                                    | 9805                                      | 8712                                      | 7996                                      | 7 274                                     |

## Sołectwa
Sołectwa gminy Mértola (ludność wg stanu na 2011 r.):
- Alcaria Ruiva – 849 osób
- Corte do Pinto – 857 osób
- Espírito Santo – 335 osób
- Mértola – 2824 osoby
- Santana de Cambas – 797 osób
- São João dos Caldeireiros – 567 osób
- São Miguel do Pinheiro – 596 osób
- São Pedro de Solis – 229 osób
- São Sebastião dos Carros – 220 osób